# Regència de Lingga
La regència de Lingga fou una subdivisió de la residència de Riau i dependències a les Índies Orientals Holandeses, formada per les illes Lingga dins de l'arxipèlag de Riau Lingga, territori sota control del sultà de Lingga, sota protectorat d'Països Baixos. La vila principal de les illes Lingga és Daik.